# سارة مالاكول لاين
سارة ملكول لين (بالتايلندية: ซาร่า มาลากุล เลน)‏ هي ممثلة وعارضة أزياء سابقة من أصل تايلاندي واسكتلندي. ولدت في 1 فبراير 1983 في تايلاند. ظهرت في العديد من الأفلام التايلاندية وهوليوود. و بشكل خاص في سلسلة كيك بوكسر وعبر العديد من الأفلام بصفتها البطلة النسائية.

## روابط خارجية
- سارة مالاكول لاين على موقع IMDb (الإنجليزية)
- سارة مالاكول لاين على موقع ميتاكريتيك (الإنجليزية)
- سارة مالاكول لاين على موقع روتن توميتوز (الإنجليزية)
- سارة مالاكول لاين على موقع قاعدة بيانات الأفلام العربية
- سارة مالاكول لاين على موقع ألو سيني (الفرنسية)
- سارة مالاكول لاين على موقع تيرنر كلاسيك موفيز (الإنجليزية)
- سارة مالاكول لاين على موقع أول موفي (الإنجليزية)
- سارة مالاكول لاين على موقع قاعدة بيانات الفيلم (الإنجليزية)
- سارة مالاكول لاين على موقع ليتربوكسد (الإنجليزية)
- سارة مالاكول لاين على موقع كينوبويسك (الروسية)